# George Kauffman
George B. Kauffman (Filadélfia, 4 de setembro de 1930 – 2 de maio de 2020) foi um químico norte-americano. Recebeu seu diploma de bacharel da Universidade da Pensilvânia, e Ph.D. na Universidade da Flórida. Foi professor de Química na Universidade Estadual da Califórnia em Fresno. Escreveu mais de dezessete livros e mais de dois mil artigos. Ganhou o Prêmio Dexter da American Chemical Society, e foi um bolsista Guggenheim.
Morreu no dia 2 de maio de 2020, aos 89 anos, de insuficiência cardíaca.